# کتی رز کلارک
کتی رز کلارک (انگلیسی: Katie Rose Clarke؛ زادهٔ ۲۵ اوت ۱۹۸۴) خواننده، بازیگر تلویزیون، و بازیگر تئاتر اهل ایالات متحده آمریکا است. وی از سال ۲۰۰۵ میلادی تاکنون مشغول فعالیت بوده‌است.